# تقسیم‌بندی سه‌گانه اعصار
| تقسیم‌بندی سه‌گانه اعصار |                         |           |          |
| عصر تاریخی             |                         |           |          |
| دوره لا تن             | دوره لا تن              |           | نیاتاریخ |
| دوره هالشتات           |                         |           | نیاتاریخ |
| عصر آهن                |                         |           | نیاتاریخ |
| پسین                   |                         |           | نیاتاریخ |
| میانه                  |                         |           | نیاتاریخ |
| پیشین                  |                         |           | نیاتاریخ |
| عصر برنز               |                         |           | نیاتاریخ |
| دوران نوسنگی           | عصر مس                  |           | نیاتاریخ |
| دوران نوسنگی           | نوسنگی با سفال          | پیشاتاریخ |          |
| دوران نوسنگی           | نوسنگی پیش از سفال ب    | پیشاتاریخ |          |
| دوران نوسنگی           | نوسنگی پیش از سفال آ    | پیشاتاریخ |          |
| میان‌سنگی               | میان‌سنگی، فراپارینه‌سنگی | پیشاتاریخ |          |
| پارینه‌سنگی             | پسین                    | پیشاتاریخ |          |
| پارینه‌سنگی             | میانه                   | پیشاتاریخ |          |
| پارینه‌سنگی             | پیشین                   | پیشاتاریخ |          |
| عصر سنگ                |                         | پیشاتاریخ |          |

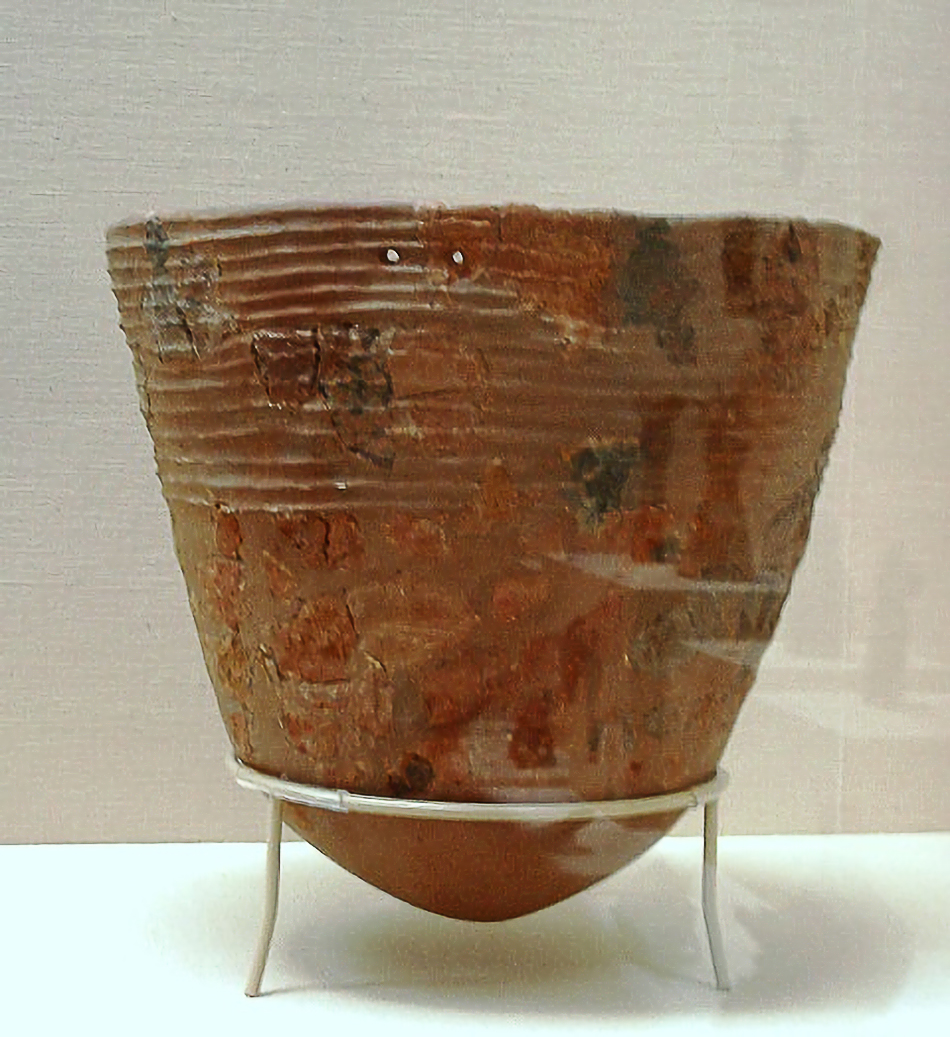
یک سفال جومون اولیه از سایت هینامیاما. در یوکوهاما-شی، کاناگاوا.

تقسیم‌بندی سه‌گانه اعصار، تقسیم‌بندی دوران پیش از تاریخ (پیشاتاریخی) به سه عصر پی‌درپی «سنگ» و «مفرغ (برنز)» و «آهن» است، بر مبنای مادهٔ اصلی ماندگاری که برای ابزارسازی در هر یک از این سه عصر به‌کار گرفته شده‌است. به آن، «توالی سه‌گانهٔ اعصار» نیز گفته‌اند.
این اعصار، این‌گونه نام‌گذاری شده‌اند:
- عصر سنگ از حدود ۳.۳ میلیون سال قبل[۱] تا هزاره سوم پیش از میلاد.
- عصر برنز از حدود ۳۳۰۰ پ.م تا حدود ۱۲۰۰ پ.م
- عصر آهن از حدود ۱۲۰۰ پ.م

این نظام، مناسب‌ترین نظام برای شرح پیشرفت جوامع اروپایی و مدیترانه‌ای است؛ هرچند برای شرح دیگر جوامع نیز به‌کار می‌رود. این نظام به دلیل فناوری‌محوری شدیدش، مورد انتقاد نیز قرار گرفته‌است.